# 99942 Апофис
99942 Апофис (енгл. 99942 Apophis) је астероид близак Земљи који је 2004. проузроковао забринутост због тога што су првобитна посматрања указивала на постојање мале вероватноће (до 2,7%) да може доћи до судара са Земљом 2029. године. Додатна посматрања су отклонила ту могућност, али су показала да би Земљина гравитација могла утицати на његову путању довољно да до судара дође 2036. Међутим 2006. је утврђено да је вероватноћа судара 2036. веома мала, а према подацима из 2009. она је 1:250000. Пречник му је приближно 270 метара. Апофис је објекат који је досегао највиши ниво на Торинској скали опасности од удара. Опасност од удара 2029. је накратко износила 4 (скала има вредности од 0 до 10).

## Откриће и назив
Откривен је 19. јуна 2004. од стране тима из Националне опсерваторије Кит Пик и добио је привремену ознаку 2004 MN4. Према првим проценама, његов пречник је износио 450 метара, међутим каснија посматрања су показала да је мањи.
Назив "Апофис" је добио 19. јула 2005. Апофис је грчки назив за непријатеља староегипатског бога Ра: Апепа.

## Могуће свемирске мисије

### Такмичење Планетарног друштва
Планетарно друштво (невладино, непрофитно удружење из Калифорније) је 2008. организовало такмичење у дизајнирању беспосадне свемирске сонде која би пратила Апофиса скоро годину дана, притом прикупљајући податке на основу којих би се утврдило да ли ће доћи до судара са Земљом и тиме помоћи владама да одлуче да ли је потребно покретати мисију за промену путање астероида.
У такмичењу је победила компанија SpaceWorks Enterprises из Атланте, са својим дизајном "Foresight", који би коштао око 140 милиона долара. Лансирање летелице је предвиђено за период од 2012. до 2014.

### Мисија Дон Кихот
Апофис је један од два астероида који би могли бити мета у мисији Европске свемирске агенције под називом Дон Кихот, чији је задатак проучавање судара свемирске летелице и астероида. Она би требало да покаже да ли је могуће на тај начин скренути путању астероида који се упутио ка Земљи.